# Federico Gattoni
Federico Gattoni (ur. 16 lutego 1999 w Buenos Aires) – argentyński piłkarz występujący na pozycji środkowego obrońcy, obecnie zawodnik River Plate. Posiada także obywatelstwo włoskie.

## Kariera klubowa
Gattoni pochodzi ze stolicy Argentyny – Buenos Aires. Wczesne lata spędził w lokalnym zespole Club Chacabuco, zanim podpisał kontrakt z San Lorenzo w wieku siedmiu lat.

### CA San Lorenzo
W pierwszej drużynie zadebiutował 31 października 2020 roku, występując w seniorskim zespole w bezbramkowym remisie z Argentinos Juniors w Copa de la Liga Profesional.

### Sevilla FC
Przed sezonem 2023/24 Federico przeszedł do ligi hiszpańskiej, aby zasilić zespół FC Sevilli. Podpisał kontrakt na 4 lata.

## Statystyki

### Klubowe
(aktualne na dzień 4 czerwca 2023)
| Klub               | Sezon              | Liga               | Liga  | Liga   | Puchar Kraju | Puchar Kraju | Europa | Europa | Inne  | Inne   | Suma  | Suma   |
| Klub               | Sezon              | Liga               | Mecze | Bramki | Mecze        | Bramki       | Mecze  | Bramki | Mecze | Bramki | Mecze | Bramki |
| ------------------ | ------------------ | ------------------ | ----- | ------ | ------------ | ------------ | ------ | ------ | ----- | ------ | ----- | ------ |
| San Lorenzo        | 2018/19            | Primera División   | 0     | 0      | –            | –            | –      | –      | –     | –      | 0     | 0      |
| San Lorenzo        | 2019/20            | Primera División   | 0     | 0      | 10           | 1            | –      | –      | –     | –      | 10    | 1      |
| San Lorenzo        | 2021               | Primera División   | 7     | 0      | 9            | 1            | 6      | 0      | –     | –      | 22    | 1      |
| San Lorenzo        | 2022               | Primera División   | 25    | 1      | 12           | 3            | –      | –      | –     | –      | 37    | 4      |
| San Lorenzo        | 2023               | Primera División   | 19    | 1      | 1            | 0            | 5      | 1      | –     | –      | 25    | 2      |
| San Lorenzo        | Ogólnie            | Ogólnie            | 51    | 2      | 23           | 1            | 25     | 1      | 1     | 0      | 94    | 8      |
| Sevilla            | 2023/24            | Primera Division   | 0     | 0      | 0            | 0            | 0      | 0      | –     | –      | 0     | 0      |
| Sevilla            | Ogólnie            | Ogólnie            | 0     | 0      | 0            | 0            | 0      | 0      | 0     | 0      | 0     | 0      |
| Ogólnie w karierze | Ogólnie w karierze | Ogólnie w karierze | 51    | 2      | 23           | 1            | 25     | 1      | 1     | 0      | 94    | 8      |

## Sukcesy

### Argentyna U-18
- L’Alcúdia International Football Tournament: 2018